# 菱餅

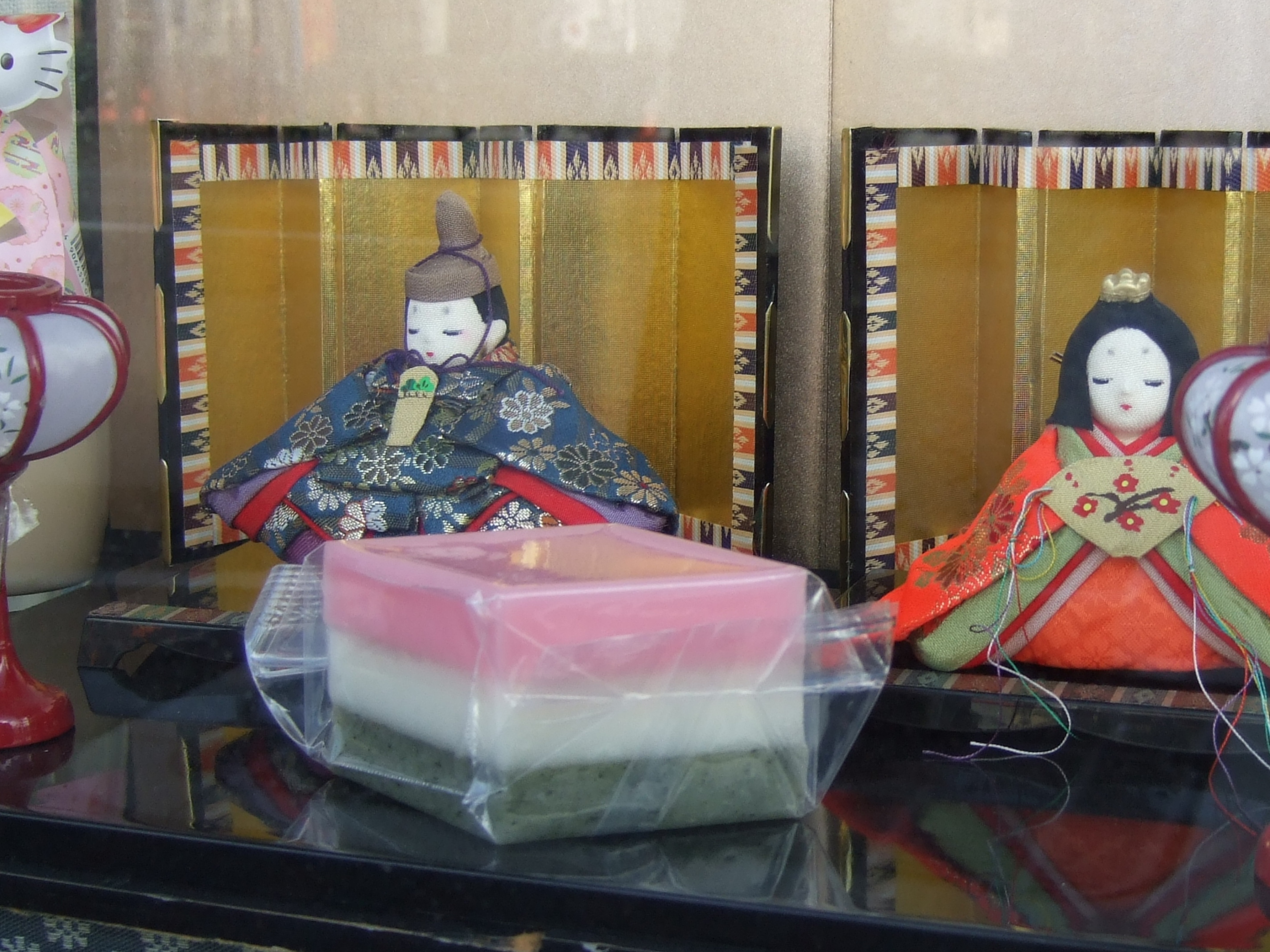
菱餅

菱餅（ひしもち）は、和菓子の一種。3月3日の桃の節句に雛人形を飾る際に、それと共に供える菱形の餅であり、桃の節句の行事食である。
赤・白・緑の3色のものが多いが、地方によっては異なり、2色であったり、5色や7色になっている餅を菱形に切って重ねて作る地域もある。今の形になったのは江戸時代からである。

## 色・形状
赤い餅は、先祖を尊び、厄を祓い、解毒作用がある山梔子の実で赤味を付けて健康を祝うためであり、桃の花を表している。白い餅は、この白い色が清浄を表し、残雪を模している。また、菱の実を入れて血圧低下の効果を得るという意味もある。緑の草餅は、初めは母子草（ハハコグサ）の草餅であったが、「母子草をつく」と連想され、代わりに、増血効果がある蓬を使った。春先に芽吹く蓬の新芽によって穢れを祓い、萌える若草を喩えた。

## 各地の慣習
- 静岡県の一部では三角形状の三角餅がある。
- 京都市では、菱餅の代わりにあこや餅を代用する場合もある。
- 三重県では三角餅と呼ばれ雛祭りにこの餅を持って親元へ行く風習がある。